# 여형구
여형구(呂泂九, 1959년 10월 28일 ~ , 충남 논산)는 대한민국 前 정무직공무원이다. 2018 평창 동계올림픽대회 및 동계패럴림픽대회 조직위원회 사무총장을 맡았다.

## 경력
- 1980.12 : 제16회 기술고시 합격
- 1981.04 : 교통부 항공국 근무
- 2002.08 : 건설교통부 신공항건설기획단 신공항계획과 과장
- 2002.08 ~ 2004.06 : 건설교통부 수송정책실 항공정책심의관실 공항계획과 과장
- 2004.06 ~ 2005.06 : 건설교통부 국책사업기획단 신공항기획과 과장
- 2005.07 ~ 2007.01 : 건설교통부 재정기획관
- 2007.01 ~ 2007.10 : 건설교통부 홍보관리관
- 2007.10 : 건설교통부 일반직 고위공무원(미국 주택도시개발부 파견)
- 2008.02 ~ 2009.10 : 국토해양부 일반직 고위공무원(미국 주택도시개발부 파견)
- 2009.11 ~ 2011.02 : 국토해양부 종합교통정책관
- 2011.03 ~ 2011.06 : 국토해양부 기획조정실장
- 2011.07 ~ 2012.12 : 국토해양부 교통정책실장
- 2011.12 ~ 2013.03 : 국토해양부 항공정책실장
- 2013.03 ~ 2015.10 : 국토교통부 제2차관
- 2013 ~ : 한국공학한림원 건설환경공학분과 회원
- 2015.11 ~ 2018.03 : 2018 평창 동계올림픽대회 및 동계패럴림픽대회 조직위원회 사무총장
- 2018.06 ~ 2023 : 한양대학교 특훈 교수, 대우교수
- 2018.12 ~ : 법무법인 김&장 고문
- 2019.03 ~ : 현대로템 사외이사
  - 현대로템 윤리위원회 위원장
  - 현대로템 사외이사후보추천위원회 위원
- 2019.03 ~ 2023 : 기획재정부/한국수출입은행 및 KOTRA 경제발전지식공유사업 캄보디아·몽골 수석고문
- 2022.10 ~ : 충청남도 베이밸리 메가시티 자문위원
- 2023 ~ : 한국공항(주) 사외이사
- 2023 ~ : 한국항공대학교 석좌교수, 항공우주최고위과정(AABP) 및 항공우주미래전략포럼 책임교수
- 2023 ~ : 충청남도 지방시대위원회 위원장
- 2023 ~ : 국토교통부/해외건설협회 인도네시아 ODA사업 수석고문
- 2023.11 : 2024 강원동계청소년올림픽대회 조직위원회 자문위원

## 학력
- 대전고등학교 졸업
- 한양대학교 건축학 학사
- 연세대학교 대학원 공학 석사
- 한양대학교 대학원 교통공학 박사

## 수상
- 1994년 : 우수공무원 근정포장
- 2000년 : 근정훈장